# Mímir
Mimir (en vieux norrois : Mímir) est le dieu ase de la connaissance et de la sagesse de la mythologie nordique dans sa version scandinave. Il est décapité après la guerre entre les Ases et les Vanes, mais le dieu Odin ressuscite sa tête pour obtenir des conseils. Sa tête garde une source sous l'arbre-monde, Yggdrasil.

## Étymologie
Pour l'interprétation du nom Mímir, en vieux norrois Mímir, les chercheurs sont divisés en deux camps :
- selon les uns, le nom Mímir est étroitement associé à la sagesse et à la mémoire, et signifierait « celui qui se rappelle ». Le nom serait donc apparenté au vieil anglais Mimorian, au latin Memor, et proviendrait de la racine indo-européenne *smer-, *mer-, « se souvenir » ;
- pour d'autres chercheurs comme François Xavier Dillmann, le nom serait proche du norvégien meima « mesure », et dériverait de l'indo-européen *mer- « mesurer » avec la signification de « celui qui mesure le destin ». Pour Jean Haudry, à la suite de Ferdinand Detter, la reconstruction d'une forme en *mīm- écarte dès l'abord toutes les hypothèses qui se fondent sur un -r- et notamment le recours à la racine *(s)mer- « se souvenir ». Tout comme le philologue allemand, il rapproche *mīm- de la racine *met- « mesurer », le nom de Mímir du v.a. metod, désignation du dieu chrétien et l'arbre de Mímir du miǫtviđr interprété comme l'« arbre de mesure », en partant d'une forme redoublée de la racine indo-européenne *meH1- « mesurer le temps » qui se retrouve avec la même voyelle dans le nom grec du mime mîmos. Le sens de « mesurer pour produire ou reproduire » conduit à ceux d'« imiter » et de « mimer », mais également à celui d'« attribuer une part » et de « destiner »[1].

## Mythe
Sa naissance est obscure et on ne lui connaît pas de familles en dehors de fils dont par ailleurs on ne sait rien. il ne figure pas dans la liste des douze dieux de Snorri et les thulur font de lui un géant.
Il est le dieu ase de la Sagesse et une des deux divinités (avec Hœnir l'indécis) envoyées aux Vanes pour favoriser la paix, en échange de Njörd, Freyr et Freyja. Mais ces derniers, en réalisant qu'ils avaient été bernés, décapitèrent le dieu et envoyèrent sa tête aux Ases. Toutefois, Odin l'enduisit d'une mixture d'herbes pour qu'elle ne pourrisse pas et il l’enchanta de sortilèges. Une fois ramenée à la vie, elle était capable de parler et de révéler des secrets occultes, « de nombreuses vérités que personne d'autre ne connaît ». Odin la plaça sous les racines de l'« arbre de Mímir » mímameiđr, habituellement identifié à Yggdrasil près du puits du même nom que la tête momifiée. Il devient ainsi le gardien de la Mimisbrunn (la « source de Mímir »), source qui renferme la sagesse et l'intelligence, dans le Jötunheim sous une des racines d'Yggdrasil.

## L'œil d'Odin
Un jour, alors que Odin venait de créer le monde, il vint voir Mimir afin de boire à sa source pour disposer d'une grande sagesse. Mímir accepta, mais en échange, Odin dut lui donner l'un de ses yeux, ce qu'il fit. Ainsi, Odin devint l'un des dieux les plus sages.

## Interprétations
Le comparatiste Georges Dumézil a raproché la décapitation de Vishnou et de celle du géant Mimir. Vishnou a été identifié au soleil qui, dans sa course quotidienne, s'élève de la terre à l'espace médian, puis au ciel. Dans les Védas, son action principale consiste (et ne consiste que) en ses trois pas. Ceux-ci ont été interprétés comme une mensuration de la course du soleil. Vishnou pareil au gnomon, mesure le temps. 
S'il faut identifier l'« arbre de Mímir » à Yggdrasil une autre interprétation peut être proposée. La tête coupée de Mímir serait le soleil, tête de l'arbre cosmique. Avant le gnomon, l'arbre du soleil servait à déterminer sa course annuelle. C'est à partir de cet arbre que peut se comprendre l'image de la décapitation. Le soleil rouge du soir ou du matin qui s'éloigne de l'arbre pris comme repère a pu être assimilé à une tête coupée qui se détache du tronc. Le gnomon en a parfois gardé le souvenir, quand sa pointe était surmontée d'une boule dorée assimilée à une tête humaine.
Mímir a également été raproché de Mimingus, personnage de la Gesta Danorum, dont le nom est basé sur la même racine. Mimingus est un satyre qui possède une épée qui est l'« instrument du destin » de Balderus et un bracelet qui fait la fortune de celui qui le porte.

## Culture populaire
Le personnage de Mimir apparaît en tant qu'allié dans le jeu God of War et sa suite God of War Ragnarok, dans lesquels il est joué par l’acteur écossais Alastair Duncan. Dans les jeux, Il est mentionné que Mimir se nommait autrefois Puck et qu’il est d’origine celtique.
Dans le jeu Assassin's Creed Valhalla, une série de quêtes nous met dans la peau d'Odin cherchant à éviter une prophétie annonçant sa mort lors du Ragnarok. Mimir exige alors son œil en payement pour le laisser boire à son puits de sagesse.
Un des Guerriers Divins dans Saint Seiya : Asgard s'appelle Mime de Benetnash, de l'Étoile Eta[réf. nécessaire].
Dans l'actual play Rôle'n Play, Mimir est un crâne qui parle qui accompagne les personnages principaux pendant plusieurs épisodes. Il délivre de la sagesse mais est aussi un ressort comique de par sa verve constante. Il devient ensuite le nom de la compagnie qui reprend la production de la série : Mimir Productions.